# Leptogenys furtiva
Leptogenys furtiva es una especie de hormiga del género Leptogenys, subfamilia Ponerinae.

## Taxonomía
Esta especie fue descrita científicamente por Arnold en 1926.